# Montes Sabinos
Los montes Sabinos (en italiano, Monti Sabini) son una sierra en el Lacio, centro de Italia. Forman parte de los Subapeninos del Lacio. Sus límites son: por el oeste el Tíber, por el norte el Nera, por el este el Velino y el Turano y por el sur el Aniene. La cima más alta es el monte Pellecchia (1368 m). Se extienden por las provincias de Roma y la de Rieti.

## Geografía
Los montes Sabinos se encuentran en dirección norte-sur entre los montes Reatinos y el valle del Tíber. Están constituidos por una sección septentrional, los montes Sabinos propiamente dichos, y una sección meridional, los montes Lucretilos.
Las cimas más altas de la sección septentrional son:
| Monte Tancia           | m. 1292 |
| Monte Pizzuto          | m. 1288 |
| Monte Macchia Gelata   | m. 1258 |
| Monte Porco Morto      | m. 1257 |
| Monte Macchia Lupara   | m. 1231 |
| Cimale La Croce        | m. 1227 |
| Monte Alto             | m. 1215 |
| Monte Macchia di Mezzo | m. 1215 |
| Monte La Cappelletta   | m. 1205 |
| Monte Macchia Porrara  | m. 1202 |

Las cimas más altas de la sección meridional son:
| Monte Pellecchia   | m. 1368 |
| Monte Gennaro      | m. 1271 |
| Cima Casarene      | m. 1191 |
| Monte La Guardia   | m. 1185 |
| Monte Follettoso   | m. 1040 |
| Monte Morra        | m. 1036 |
| Cimata delle Serre | m. 1007 |

Los montes Sabinos constituyen la parte oriental de la Sabina, en cuyo territorio se encuentran muchos municipios y comunidades montanas de esta región.
- Comunidad Montana Montepiano Reatino
- Comunidad Montana Monti Sabini e Tiburtini
- Comunidad Montana Sabina IV Zona
- XX Comunidad Montana dei Monti Sabini
- Comunidad Montana Valle dell'Aniene

En el territorio de los montes Sabinos se encuentran numerosas zonas de interés paisajístico y naturalístico, entre ellas las más relevantes son:
- Parque regional natural de los montes Lucretilos
- LIC del Monte Tancia y Monte Pizzuto (LIC IT6020017).